# Фудбалска репрезентација Холандије
Фудбалска репрезентација Холандије (хол. Nederlands Elftal) је национални фудбалски тим који представља Холандију на међународним такмичењима и последњих деценија се сматра једним од најјачих фудбалских тимова света.
Процват холандског фудбала је почео 1970-их са успесима клубова Ајакс и Фајенорд у европским куповима. На Светском првенству 1974. холандска репрезентација, предвођена Јоханом Кројфом, важила је за најбољи тим, али је у финалу изгубила од Немачке са 1:2. Четири године касније, на Светском првенству 1978. поново је Холандија стигла до финала, али је овај пут поражена од домаћина Аргентине. Ова генерација холандских фудбалера је остала позната по својој стратегији званој тотални фудбал, по којој сви играчи могу имати задатке и у одбрани и у нападу.
Касније је национална екипа Холандије запала у осредњост, и није се квалификовала на наредно светско првенство.
Највећи успех је уследио под вођством тренера Ринуса Михелса, када је Холандија освојила Европско првенство 1988, одржано у Немачкој. Језгро тима је чинила тројка из ФК Милан: Франк Рајкард у одбрани, Руд Гулит у средини, и голгетер Марко ван Бастен у нападу.
На наредним великим такмичењима Фудбалска репрезентација Холандије је стизала до четвртфинала или полуфинала, док је на СП 2006. испала у осмини финала.

## Резултати репрезентације

### Светска првенства
| Година | Првенство             | Пласман               | ИГ                    | П                     | Н                     | И                     | ГД                    | ГП                    |
| ------ | --------------------- | --------------------- | --------------------- | --------------------- | --------------------- | --------------------- | --------------------- | --------------------- |
| 1930.  | Није се квалификовала | Није се квалификовала | Није се квалификовала | Није се квалификовала | Није се квалификовала | Није се квалификовала | Није се квалификовала | Није се квалификовала |
| 1934.  | 1. коло               | 9                     | 1                     | 0                     | 0                     | 1                     | 2                     | 3                     |
| 1938.  | 1. коло               | 14                    | 1                     | 0                     | 0                     | 1                     | 0                     | 3                     |
| 1950.  | Није учествовала      | Није учествовала      | Није учествовала      | Није учествовала      | Није учествовала      | Није учествовала      | Није учествовала      | Није учествовала      |
| 1954.  | Није учествовала      | Није учествовала      | Није учествовала      | Није учествовала      | Није учествовала      | Није учествовала      | Није учествовала      | Није учествовала      |
| 1958.  | Није се квалификовала | Није се квалификовала | Није се квалификовала | Није се квалификовала | Није се квалификовала | Није се квалификовала | Није се квалификовала | Није се квалификовала |
| 1962.  | Није се квалификовала | Није се квалификовала | Није се квалификовала | Није се квалификовала | Није се квалификовала | Није се квалификовала | Није се квалификовала | Није се квалификовала |
| 1966.  | Није се квалификовала | Није се квалификовала | Није се квалификовала | Није се квалификовала | Није се квалификовала | Није се квалификовала | Није се квалификовала | Није се квалификовала |
| 1970.  | Није се квалификовала | Није се квалификовала | Није се квалификовала | Није се квалификовала | Није се квалификовала | Није се квалификовала | Није се квалификовала | Није се квалификовала |
| 1974.  | Финале                | 2                     | 7                     | 5                     | 1                     | 1                     | 15                    | 3                     |
| 1978.  | Финале                | 2                     | 7                     | 3                     | 2                     | 2                     | 15                    | 10                    |
| 1982.  | Није се квалификовала | Није се квалификовала | Није се квалификовала | Није се квалификовала | Није се квалификовала | Није се квалификовала | Није се квалификовала | Није се квалификовала |
| 1986.  | Није се квалификовала | Није се квалификовала | Није се квалификовала | Није се квалификовала | Није се квалификовала | Није се квалификовала | Није се квалификовала | Није се квалификовала |
| 1990.  | Осмина финала         | 15                    | 4                     | 0                     | 3                     | 1                     | 3                     | 4                     |
| 1994.  | Четвртфинале          | 7                     | 5                     | 3                     | 0                     | 2                     | 8                     | 6                     |
| 1998.  | 4. место              | 4                     | 7                     | 3                     | 3*                    | 1                     | 13                    | 7                     |
| 2002.  | Није се квалификовала | Није се квалификовала | Није се квалификовала | Није се квалификовала | Није се квалификовала | Није се квалификовала | Није се квалификовала | Није се квалификовала |
| 2006.  | Осмина финала         | 11                    | 4                     | 2                     | 1                     | 1                     | 3                     | 2                     |
| 2010.  | Финале                | 2                     | 7                     | 6                     | 0                     | 1                     | 12                    | 6                     |
| 2014.  | 3. место              | 3                     | 7                     | 5                     | 2                     | 0                     | 15                    | 4                     |
| 2018.  | Није се квалификовала | Није се квалификовала | Није се квалификовала | Није се квалификовала | Није се квалификовала | Није се квалификовала | Није се квалификовала | Није се квалификовала |
| 2022.  | Четвртфинале          | 5                     | 5                     | 3                     | 2                     | 0                     | 10                    | 4                     |
| Укупно | 11/22                 | 3 финала              | 55                    | 30                    | 14                    | 11                    | 96                    | 52                    |

### Европска првенства
| Година | Пласман               | Првенство             | ИГ                    | П                     | Н                     | И                     | ГД                    | ГП                    |
| ------ | --------------------- | --------------------- | --------------------- | --------------------- | --------------------- | --------------------- | --------------------- | --------------------- |
| 1960.  | Није учествовала      | Није учествовала      | Није учествовала      | Није учествовала      | Није учествовала      | Није учествовала      | Није учествовала      | Није учествовала      |
| 1964.  | Није се квалификовала | Није се квалификовала | Није се квалификовала | Није се квалификовала | Није се квалификовала | Није се квалификовала | Није се квалификовала | Није се квалификовала |
| 1968.  | Није се квалификовала | Није се квалификовала | Није се квалификовала | Није се квалификовала | Није се квалификовала | Није се квалификовала | Није се квалификовала | Није се квалификовала |
| 1972.  | Није се квалификовала | Није се квалификовала | Није се квалификовала | Није се квалификовала | Није се квалификовала | Није се квалификовала | Није се квалификовала | Није се квалификовала |
| 1976.  | 3. место              | 3                     | 2                     | 1                     | 0                     | 1                     | 4                     | 5                     |
| 1980.  | Групна фаза           | 5                     | 3                     | 1                     | 1                     | 1                     | 4                     | 4                     |
| 1984.  | Није се квалификовала | Није се квалификовала | Није се квалификовала | Није се квалификовала | Није се квалификовала | Није се квалификовала | Није се квалификовала | Није се квалификовала |
| 1988.  | Првак                 | 1                     | 5                     | 4                     | 0                     | 1                     | 8                     | 3                     |
| 1992.  | Полуфинале            | 3                     | 4                     | 2                     | 2*                    | 0                     | 6                     | 3                     |
| 1996.  | Четвртфинале          | 8                     | 4                     | 1                     | 2*                    | 1                     | 3                     | 4                     |
| 2000.  | Полуфинале            | 3                     | 5                     | 4                     | 1*                    | 0                     | 13                    | 3                     |
| 2004.  | Полуфинале            | 3                     | 5                     | 1                     | 2*                    | 2                     | 7                     | 6                     |
| 2008.  | Четвртфинале          | 6                     | 4                     | 3                     | 0                     | 1                     | 10                    | 4                     |
| 2012.  | Групна фаза           | 15                    | 3                     | 0                     | 0                     | 3                     | 2                     | 5                     |
| 2016.  | Није се квалификовала | Није се квалификовала | Није се квалификовала | Није се квалификовала | Није се квалификовала | Није се квалификовала | Није се квалификовала | Није се квалификовала |
| 2020.  | Осмина финала         | 9                     | 4                     | 3                     | 0                     | 1                     | 8                     | 4                     |
| 2024.  | Полуфинале            | 3                     | 6                     | 3                     | 1                     | 2                     | 10                    | 7                     |
| Укупно | 11/17                 | 1 титула              | 45                    | 23                    | 9                     | 13                    | 75                    | 48                    |

### Лига нација
| Рекорди у УЕФА Лиги нација | Рекорди у УЕФА Лиги нација | Рекорди у УЕФА Лиги нација | Рекорди у УЕФА Лиги нација | Рекорди у УЕФА Лиги нација | Рекорди у УЕФА Лиги нација | Рекорди у УЕФА Лиги нација | Рекорди у УЕФА Лиги нација | Рекорди у УЕФА Лиги нација | Рекорди у УЕФА Лиги нација | Рекорди у УЕФА Лиги нација |
| Сезона                     | Лига                       | Група                      | ИГ                         | П                          | Н                          | И                          | ГД                         | ГП                         | П/И                        | Поз.                       |
| -------------------------- | -------------------------- | -------------------------- | -------------------------- | -------------------------- | -------------------------- | -------------------------- | -------------------------- | -------------------------- | -------------------------- | -------------------------- |
| 2018/19.                   | А                          | 1                          | 6                          | 3                          | 1                          | 2                          | 11                         | 6                          | Same position              | 2.                         |
| 2020/21.                   | А                          | 1                          | 6                          | 3                          | 2                          | 1                          | 7                          | 4                          | Same position              | 6.                         |
| 2022/23.                   | А                          | 4                          | 8                          | 5                          | 1                          | 2                          | 18                         | 13                         | Same position              | 4.                         |
| Укупно                     | Укупно                     | Укупно                     | 20                         | 11                         | 4                          | 5                          | 34                         | 23                         |                            |                            |

## Тренутни састав
Ажурирано: 19. новембар 2018.
| #          | Име                 | Датум рођења       | Наступи | Голови  | Клуб           |
| Голмани    | Голмани             | Голмани            | Голмани | Голмани | Голмани        |
| ---------- | ------------------- | ------------------ | ------- | ------- | -------------- |
| 1          | Јаспер Силесен      | 22. април 1989.    | 46      | 0       | Барселона      |
| 13         | Јерун Зут           | 6. јануар 1991.    | 11      | 0       | ПСВ Ајндховен  |
| 23         | Марко Бизот         | 10. март 1991.     | 0       | 0       | АЗ Алкмар      |
| Одбрана    |                     |                    |         |         |                |
| 2          | Кени Тете           | 9. октобар 1995.   | 12      | 0       | Олимпик Лион   |
| 3          | Матајс де Лихт      | 12. август 1999.   | 13      | 0       | Ајакс          |
| 4          | Вирџил ван Дајк (к) | 8. јул 1991.       | 24      | 3       | Ливерпул       |
| 5          | Дејли Блинд         | 9. март 1990.      | 60      | 2       | Ајакс          |
| 12         | Дензел Дамфрис      | 18. април 1996.    | 3       | 0       | ПСВ Ајндховен  |
| 14         | Стефан де Врај      | 5. фебруар 1992.   | 37      | 3       | Интер          |
| 15         | Натан Аке           | 18. фебруар 1995.  | 10      | 1       | Борнмут        |
| 22         | Патрик ван Анхолт   | 29. август 1990.   | 9       | 0       | Кристал Палас  |
| Средњи ред |                     |                    |         |         |                |
| 6          | Марте де Рон        | 29. март 1991.     | 8       | 0       | Аталанта       |
| 7          | Френки де Јонг      | 12. мај 1997.      | 5       | 0       | Ајакс          |
| 8          | Џорџинио Вајналдум  | 11. новембар 1990. | 53      | 10      | Ливерпул       |
| 16         | Кевин Стротман      | 13. фебруар 1990.  | 43      | 3       | Олимпик Марсељ |
| 17         | Дони ван де Бек     | 18. април 1997.    | 5       | 0       | Ајакс          |
| 18         | Пабло Росарио       | 7. јануар 1997.    | 1       | 0       | ПСВ Ајндховен  |
| 21         | Тони Вилена         | 3. јануар 1995.    | 15      | 0       | Фајенорд       |
| Напад      |                     |                    |         |         |                |
| 9          | Квинси Промс        | 4. јануар 1992.    | 34      | 6       | Севиља         |
| 10         | Мемфис Депај        | 13. фебруар 1994.  | 44      | 13      | Олимпик Лион   |
| 11         | Рајан Бабел         | 19. децембар 1986. | 54      | 8       | Фулам          |
| 19         | Лук де Јонг         | 27. август 1990.   | 15      | 4       | ПСВ Ајндховен  |
| 20         | Јаваиро Дилросун    | 22. јун 1998.      | 1       | 0       | Херта Берлин   |

## Селектори (од 1949)
| - Јап ван дер Лек 1949—1954. - Макс Меркел 1954–1956. - Георг Хардвик 1957 - Елек Шварц 1957–1964. - Денис Невил 1964–1966. - Георг Кеслер 1966–1970. - Франтишек Фадрхонц 1970–1973. - Ринус Михелс 1974. - Георг Кнобел 1974–1976. - Јан Цварткруис 1976–1978. - Ернст Хапел 1978– - Јан Зварткројс 1978–1981. - Роб Бан 1981– | - Кес Рајверс 1981—1984. - Ринус Михелс 1984—1988. - Тајс Либректс 1988—1989. - Лео Бенхакер 1990 - Ринус Михелс 1990—1992. - Дик Адвокат 1992—1994. - Гус Хидинк 1994—1998. - Франк Рајкард 1998—2000. - Луј ван Гал 2000—2001. - Дик Адвокат 2002—2004. - Марко ван Бастен 2004—2008. - Берт ван Марвајк 2008—2012. - Луј ван Гал 2012—2014. | - Гус Хидинк 2014—2015. - Дени Блинд 2015—2017. - Дик Адвокат 2017 - Роналд Куман 2018—2020. - Франк де Бур 2020—2021. - Луј ван Гал 2021— |